# Бревнов, Борис Анатольевич
Бори́с Анато́льевич Бревно́в (род. 5 апреля 1968, Дзержинск, Горьковская область) — председатель правления РАО «ЕЭС России» в 1997—1998 годах. Соратник российского политика, бывшего губернатора Нижегородской области Бориса Немцова. Обвинялся в хищениях государственных средств в крупных размерах, после чего покинул Россию.

## Биография
Родился в семье инженеров-строителей. В 1986-88 проходил срочную военную службу. В 1992 году окончил Горьковский государственный технический университет по специальности «инженер-электромеханик». В 1994 году окончил экономический факультет Нижегородского государственного университета по специальности «экономист» (отделение «социально-экономическое планирование»).
В 1991—1992 годах — глава акционерного общества «Виста». Избирался депутатом Нижегородского районного совета в 1990 году, депутатом и заместителем председателя бюджетного комитета Законодательного собрания Нижегородской области в 1994 году.

### Работа в администрации Немцова
С 1992 года — советник по экономическим вопросам главы администрации Нижегородской области Бориса Немцова; с 1993 года — член Нижегородского областного инвестиционного совета и совета по промышленности, председатель комитета по банкам.
В марте 1992 года Егор Гайдар подписал правительственное распоряжение, разрешавшее Немцову создать конверсионный фонд. Деньги, перечисленные в этот фонд, поступили на счёт «Нижегородского банкирского дома» — коммерческого банка, созданного на государственные средства. В том же году Бревнов с разрешения Немцова стал председателем правления банка. В 1997 году Бревнов был избран председателем его совета директоров. Банк учредил дочернее ООО «Регион», владельцем которого стал Бревнов. По данным главы рабочей комиссии Госдумы Владимира Семаго, в ООО «Регион» переводились значительные суммы. Банк фигурировал в деле о расхищении госкредита Навашинскому судостроительному заводу «Ока», с которым был связан другой советник Немцова, бизнесмен с уголовным прошлым Андрей Климентьев. Как писал главный редактор газеты «Промышленные ведомости» Моисей Гельман, «манипуляции Немцова и Бревнова бюджетными деньгами, помимо прочего, привели и к краху самого Навашинского судостроительного завода, а, следовательно, к безработице в этом городе».
В 1992 году Бревнов познакомился с гражданкой США Гретчен Уилсон, сотрудником Международной финансовой корпорации. В 1997 году Бревнов и Уилсон заключили брак. По словам Бориса Немцова, он сам познакомил будущих супругов. Как писала «Новая газета», Уилсон с помощью Немцова, который был тогда губернатором области, «приватизировала крупнейший Балахнинский бумажный комбинат всего за семь миллионов долларов (реальная цена уникального комбината превышает эту цену в десятки раз). Из комбината высосали все, что возможно, а впоследствии развалили его, создав рабочим невыносимые условия». Балахнинский комбинат был куплен тогда за 7 млн долларов американским банком «CS First Boston» (чьё московское отделение возглавлял Борис Йордан). Андрей Климентьев, ранее бывший советником губернатора Немцова, говорил, что годовой оборот комбината составлял 250 миллионов долларов, а банк «CS First Boston» позднее организовывал поездки Бориса Немцова в швейцарский Давос. В своей книге «Исповедь бунтаря» Немцов называл Уилсон «очень толковой женщиной», которая «очень много сделала для Нижегородской области».

### Работа в РАО ЕЭС
1 апреля 1997 года Бревнов по рекомендации первого вице-премьера Бориса Немцова стал первым вице-президентом энергетической монополии РАО «ЕЭС России». Вхождению Бревнова в руководство компании способствовал соратник Немцова Анатолий Чубайс. С мая 1997 года — председатель правления РАО ЕЭС. В мае 1997 года вошёл в состав делегации на переговорах с Международным банком реконструкции и развития.
8 декабря 1997 года Бревнова вызывают на заседание Временной чрезвычайной комиссии по укреплению платёжной дисциплины как одного из крупнейших неплательщиков бюджету. На заседании было отмечено ухудшение финансовой ситуации в РАО.
В январе 1998 года кредиторская задолженность РАО «ЕЭС России» превысила дебиторскую. 27 января в РАО «ЕЭС России» собралась коллегия госпредставителей в РАО. Председатель совета директоров Анатолий Дьяков выступил с критикой Бревнова. Коллегия дала Бревнову «месяц на исправление ситуации». Вечером в тот же день прошло заседание совета директоров РАО, на котором Бревнов был отправлен в отставку. Однако утром 28 января Дьякова не пропустили в офис компании, министр топлива и энергетики Сергей Кириенко заявил, что решение об увольнении Бревнова незаконно. Бревнову удалось сохранить пост.
Счётная палата России по результатам проверки компании выявила многочисленные финансовые злоупотребления Бревнова на посту председателя правления. В связи с этим 18 марта 1998 года Госдума вынесла постановление, в котором отмечалось:
В ходе проверки установлено, что при попустительстве представителей государства в совете директоров РАО «ЕЭС России» в указанном акционерном обществе, 52 процента акций которого находится в федеральной собственности, необоснованно и бесконтрольно расходуются значительные суммы в рублях и иностранной валюте на цели, не связанные с производственной деятельностью. Фактически речь идет о злоупотреблении служебным положением председателем правления РАО «ЕЭС России» Б. А. Бревновым.
В постановлении Дума обращала внимание правительства «на факты неудовлетворительной деятельности представителей государства в РАО „ЕЭС России“, приведшей к нанесению ущерба государству в крупном размере», рекомендовала заменить руководство компании «лицами, обладающими необходимыми профессиональными навыками и опытом руководящей работы» и направить материалы проверки Счётной палаты в Генеральную прокуратуру.
Профессор Юрий Качановский писал, что Бревнов зафрахтовал самолёт для доставки своей жены из США в Россию, за перелёт РАО ЕЭС заплатило 520 тысяч долларов. За 560 тысяч долларов для Бревнова и его жены на деньги РАО ЕЭС была куплена квартира в Москве, а также дача стоимостью около 1 млрд рублей. На доставку багажа было затрачено 70 млн рублей. Зарплата Бревнову была установлена в 16 тысяч долларов в месяц. При этом, как отмечал Качановский, в это же время на протяжении 6 месяцев не выплачивалась зарплата работникам Конаковской ГРЭС (одной из крупнейших в стране). К Бревнову обращались представители коллектива «Дальэлектросетьстроя» «с требованием оплатить выполненные работы для РАО „ЕЭС России“ хотя бы в размере, необходимом для погашения задолженности по заработной плате. Задержка её выплаты составляет более года. Сейчас наступили холода, наши дети разуты, раздеты, голодны, падают в голодные обмороки в школах».
Как отмечал журнал «Компания», «за время правления Бревнова долги РАО „ЕЭС“ перед федеральным бюджетом увеличились на 70 %, в полтора раза выросла задолженность по заработной плате и в два раза — обязательства перед Пенсионным фондом».
25 марта Бревнов подал в отставку. 3 апреля совет директоров РАО «ЕЭС России» принял отставку Бревнова, исполняющим обязанности генерального директора назначен его заместитель, работавший в энергетике с советских времён, Олег Бритвин.
6 апреля на внеочередном годовом собрании акционеров РАО председателем совета директоров компании избран опытный энергетик Виктор Кудрявый. Однако голосами иностранных акционеров в совет директоров были включены Бревнов и Анатолий Чубайс, претендующий на пост председателя правления. 27 апреля Виктор Кудрявый в интервью журналу «Профиль» отметил: «РАО ЕЭС переваривает то, что натворил Бревнов за время своего правления. А Бревнов — это уже забота не компании, а правоохранительных органов». 30 апреля совет директоров компании назначил Чубайса председателем правления.
Газета «Известия» писала, что «широкие привычки немцовского протеже» Бревнова на посту руководителя РАО ЕЭС обошлись государству в 7,5 миллиарда рублей.

### Работа в компании Enron
После отставки Бревнов покинул Россию, стал генеральным директором «Enron Eurasia» и вице-президентом компании «Enron», правой рукой Кеннета Лея (признанного впоследствии виновным в мошенничестве). Ранее на посту председателя правления РАО ЕЭС Бревнов на экономическом форуме в Давосе заключил контракт с Enron на строительство в России электростанции стоимостью 55 млн долларов.
Бревнов читал лекции в США по приглашению руководства программы Гарвардского университета «Куда идёт Россия?», которая финансировалась штаб-квартирой Центра Карнеги в Нью-Йорке.
По состоянию на 2007 года был вице-президентом по развитию концерна «Integrys Energy Group». Его жена Гретчен Уилсон-Бревнова возглавляла евразийское отделение фонда «Вызов тысячелетия» (Millennium Challenge Corporation, MCC), отвечающее за программы фонда в Грузии. Фонд, созданный в 2004 году, финансируется правительством США.